# Ojciec chrzestny II (gra komputerowa)
Ojciec chrzestny II (oryg. tytuł w jęz. ang. The Godfather II) – gra wideo zrealizowana na podstawie filmu w reżyserii Francisa Forda Coppoli Ojciec chrzestny II, sequel gry Ojciec chrzestny. Gra została wydana przez EA Games. Światowa premiera odbyła się 7 kwietnia 2009 roku.

## Fabuła
Akcja toczy się u schyłku lat 50. XX wieku. Wydarzenia rozgrywają się głównie w Nowym Jorku, na Florydzie oraz na Kubie. Postać w którą wciela się gracz to Dominic, początkowo niewiele znaczący gangster, który wraz z upływem czasu zdobywa coraz większą władzę i poszerzą swoją rodzinę. Dominic należał do rodziny Alda Trapaniego, głównego bohatera pierwszej części gry. Aldo jednak ginie, a rodzinę przejmuje właśnie Dominic. Zostaje zorganizowany zamach na Michaela Corleone, szefa mafii, w której gracz prowadzi własną rodzinę. Gracz za zadanie ma wykonywać misje zlecone mu przez członków rodziny Michaela Corleone, związane z wątkiem filmowym. Później, wraz z rozwojem wydarzeń, akcja przenosi się na Florydę i Kubę, gdzie dojdzie m.in. do zamachu na Fidela Castro. Pod koniec gry Dominic zostaje nowym ojcem chrzestnym mafii Corleone.
Poza głównym wątkiem gracz ma za zadanie przejmować budynki konkurencyjnych rodzin, podobnie jak w pierwszej części gry. Istnieje możliwość swobodnego poruszania się po mieście, dowolność wykonywania akcji czy swobodnego poruszania się między miastami. W grze zostały usprawnione działania AI; wrogie rodziny atakują gracza, wzywają posiłki czy sabotują jego interesy.

## Rodzina
W grze gracz prowadzi swoją rodzinę. Wraz z postępem w grze może przyjmować coraz więcej ludzi oraz awansować ich na odpowiednie stanowiska. Każdy z członków rodziny gracza ma określony dla siebie zestaw zdolności.

### Zdolności członków rodziny
Zdolności członków rodziny, których możemy przyjąć są zróżnicowane:
- podpalacz (potrafi podpalić wrogi interes, ale też płoty czy żywopłoty ułatwiając nam przejście)[4]
- saper (potrafi wysadzić w powietrze wrogi interes, ale także drzwi czy mur banku, który ułatwia przejście)[4]
- kasiarz (potrafi otworzyć sejfy w każdym budynku interesu i banku)[4]
- osiłek (potrafi wyważyć drzwi, czy zniszczyć wnętrze budynku lub zajść i powalić jednym ciosem przeciwnika)[4]
- inżynier (potrafi przeciąć ogrodzenie czy odciąć zasilanie w budynku)[4]
- lekarz (potrafi zreanimować nieprzytomnego członka ekipy)[4]

### Awanse w rodzinie
Członków rodziny możemy awansować na stopień „capo” lub „wiceszefa”. Do dyspozycji gracza oddano w sumie siedmiu członków rodziny, z czego dwóch można awansować na „capo” a jednego mianować „wiceszefem”. Wraz z awansem członek rodziny otrzymuje nową specjalność, a także dodatkowe punkty zdrowia.

### Ulepszenia
Każdego członka rodziny można ulepszać wykorzystując zarobione pieniądze. Można wytrenować go w posługiwaniu się bronią, przydzielić mu więcej zdrowia, wytrenować go w walce wręcz czy w szybszym wykonywaniu czynności swojej profesji. Tak samo można ulepszać swoją postać.

### Ekipa
W grze można dobierać członków do swojej ekipy. W naszej ekipie maksymalnie może znajdować się 3 członków rodziny.

### Kontrola nad ludźmi
Członkami prowadzonej przez gracza rodziny można kierować. Gracz ma możliwość wydawania im różnych rozkazów takich jak podpalenie czy wysadzenie. Można także wydawać rozkazy członkom rodziny, którzy nie są w ekipie gracza. Dokonuje się tego poprzez „Widok Dona”. Można rozkazać im przejąć bądź wysadzić interesy wroga lub bronić swoich interesów.

## Interesy
W grze znajduje się wiele interesów. Przejmuje się je na zasadzie znanej z pierwszej części gry, czyli poprzez wywieranie wpływu na właściciela interesu poprzez demolowanie sklepu, pobicie go, zastraszanie bronią itp. Należy jednak uważać aby nie przesadzić, bo właściciel może nie wytrzymać, wtedy będzie zaciekle walczył z graczem aż do śmierci.

### Kręgi przestępcze
Każdy interes wchodzi w skład kręgu przestępczego. Krąg przestępczy składa się z kilku takich samych interesów, na przykład przemyt broni, czy pralnie pieniędzy. Gdy przejmiemy interesy wchodzące w skład kręgu przestępczego dostajemy premię, na przykład za przejęcie kręgu przemytu broni członkowie naszej rodziny dostają większe magazynki.

### Widok Dona
Po naciśnięciu klawisza Tab otwiera się nam Widok Dona. Jest to widok z góry na miasto, w którym obecnie przebywamy. Widać w nim wszystkie interesy w mieście, okręgi przestępcze, posiadłości innych rodzin czy skorumpowanych urzędników.

### Koneksje Dona
Koneksje Dona to inaczej przysługi jakie są nam winni wpływowi urzędnicy miasta. Na przykład komendant policji jest nam winien odwołanie służb z pościgu za nami. Aby zyskać koneksje trzeba wykonać przysługę dla skorumpowanego urzędnika.

## Członkowie wrogich rodzin
Członkowie wrogich rodzin tak jak i twojej mogą atakować czy bronić interesów. Są jednak oni wytrzymalsi od zwykłych ochroniarzy budynku. Można ich zlikwidować tylko określonym sposobem, inaczej członek rodziny po pobycie w szpitalu znów będzie żył.

### Przysługi
Wykonując zadania zlecone przez przechodniów dostajemy informacje dotyczące pobytu i sposoby zabicia członka wrogiej rodziny, na przykład wrzucić go do rzeki lub udusić.

### Hierarchia
We wrogich rodzinach jest prawie tak samo jak w prowadzonej przez nas. Różnice polegają na tym, że w naszej rodzinie jest czterech żołnierzy, dwóch caporegime i jeden wiceszef. We wrogich rodzinach może być po trzech capo a nawet po czterech wiceszefów.

### Mafie w grze
W grze występuje 6 Rodzin Mafijnych.
- Rodzina Carmine Rosato – Najsłabsza mafia w grze. Pokonujemy ją na samym początku gry. Ma tylko 3 żołnierzy i jednego Capo. Ich don, Carmine Rosato, gdy zostały mu dwie meliny prosił Dominica o spotkanie w barze w celu rozejmu. Dominic zgadza się. Tuż przed barem Dominic spotyka Franka Pentangeli. Po wejściu do baru zostaje przyprowadzony zamach na Dominica i Franka, Dominic wychodzi z życiem przy pomocy policjanta, a Frank przeżył, z czego dowiadujemy się w dalszej części gry.
- Rodzina Tony’ego Rosato – Lepiej zorganizowana rodzina niż gang Carmine'a. Na początku współpracowała z mafią Granados. Ich szef, Tony Rosato jest bardziej rozsądnym i przebiegłym donem niż jego młodszy brat, Carmine. Rodzina ta posiada kilka melin na Florydzie.
- Rodzina Granados – Potężna organizacja przestępcza. Kontrolują przemyt diamentów i handel bronią przez co posiadają kamizelki kuloodporne oraz większe magazynki z amunicją. Ich szefem jest Rico Granados.
- Rodzina Mangano – Potężna Sycylijska rodzina mafijna. Posiadają ogromne wpływy na Sycylii. Ich don Samuel Mangano planuje przenieść interesy rodziny na Kubę, jednak po zwycięstwie rebeliantów postanawia zainwestować w magazyn na Florydzie. Wiedząc że to teren Dominika, Samuel postanawia zawrzeć z nim sojusz. Po prowokacji zorganizowanej przez Rotha, przekonany o zdradzie Mangano Dominic, przejmuje ten magazyn. W krótkim czasie rodzina Mangano przejmuje kilka interesów Corleone i wypowiada im wojnę. Trudniejsza do pokonania rodzina, ze względu na dużą liczbę członków rodziny, lepszą organizację oraz wyższe umiejętności bojowe niż u członków innych rodzin.
- Rodzina Almeida – Jedna z najsilniejszych mafii w grze. Dają sporo strażników do swoich interesów. W późniejszej części gry w jednym zadań od Rotha i pewnego agenta CIA zabijamy członka tej rodziny, Alejandro Almeida (brat dona) w celach stłumienia strajku który odbył podczas naszego pobytu na Florydzie. Po nieudanym zamachu na Fidela Castro na Kubie rodzina ta zaczyna atakować na nasze interesy.
- Organizacja Hyam'a Rotha – Jest to nieoficjalna rodzina mafijna. Spotykamy ich kilka razy w grze, przy spotkaniach z Hymanem Rothem. Gdy odbijamy jednego z jej członków z rąk Granados są naszymi sprzymierzeńcami. Jednak w dalszej części gry jesteśmy zmuszeni z nimi walczyć. Członek tego gangu jest nieco słabszy niż żołnierz jednej z rodzin, ale silniejszy niż zwykły ochroniarz. Świadczy o tym jego uzbrojenie. W trakcie odbijania Vincenzo Pentangeliego są uzbrojeni w MP38 (odpowiednik MP 40).
- Mafia Dominica – Najsilniejsza organizacja w grze. Rodzina Dominica działa u boku Corleone, wspiera też w początkowych etapach gry organizacje Hymana Rotha.

## Broń
W grze występuje wiele rodzajów broni. Część znana jest z pierwszej części, a inne są zupełnie nowe.

### Rodzaje broni
- Źródło: Gry-OnLine[5]

- Bronie do walki wręcz
  - Baseball
  - Rurka
  - Garota
  - Pałka policyjna
  - Kij golfowy
  - kij bilardowy
  - 2x4
  - łom

- Pistolet
  - Pistolet z tłumikiem
  - Delta M1911
  - Hertzstopper
- Rewolwer 
  - .44 Magnum Force
  - .501 Magnum Enforcer
  - .700 Magnum Impact
- Strzelba
  - Obrzyn
  - Schofield Semi-auto
  - "Zamiatacz ulic"
- Thompson
  - MP 38
  - AK 47
- Karabin snajperski
  - Spitzer Centerfire
  - Vintovka SR-98
  - MG-S1 Sniper Wolfe

- Broń miotana
  - Koktajl Mołotowa
  - Dynamit
  - Bomba

### Ulepszenia
W grze oddano nam do dyspozycji szeroki system usprawnień broni. Różnica między pierwszą częścią a drugą polega na tym, że tutaj nie kupujemy ulepszeń lecz musimy je znaleźć. Są one porozrzucane po lokacjach we wszystkich mapach gry.

## Miasta
W grze mamy dostęp do trzech lokacji – Nowy Jork, Floryda i Kuba.

### Nowy Jork
Znajduje się w nim rodzina Corleone i Rosato. Klimat miasta jest ponury. W tym mieście zaczyna się grę po samouczku, który jest na Kubie.

### Floryda
Znajduje się tutaj rodzina Rosato (inna, lecz spokrewniona z tą z Nowego Jorku), rodzina Granados i rodzina Mangano, która pojawia się tu w późniejszej części gry. Mieszka w tym mieście Hayman Roth, znana postać z filmu. Daje on nam zlecenia. Można tu spotkać całą masę neonów i billboardów, również w mieście znajdują się 2 banki.

### Kuba
Na Kubie zaczyna się początek gry. Po wybuchu rewolucji, Dominic ucieka do Nowego Jorku. Znajduje się tu rodzina Almeida i Mangano. Na wyspie trwa jeszcze rewolucja przez co ulice zapełnione są służbami bezpieczeństwa, które są groźniejsze od tych z Nowego Jorku czy Florydy.